# المصلى (حجة)
المصلى هي إحدى قرى الجمهورية اليمنية. تتبع جغرافيا لمحافظة حجة وإداريًا لمديرية كحلان الشرف. يبلغ تعداد سكانها 1710 نسمة حسب الإحصاء الذي أجري عام 2004.